# Малыхин, Владимир Петрович
Владимир Петрович Малыхин (1850—1920) — русский генерал-лейтенант, военный писатель, автор воспоминаний; участник русско-турецкой войны.

## Биография
Родился в 1850 г., происходил из дворян Воронежской губернии. Воспитанник бывшей Воронежской военной гимназии, 2-го военного Константиновского и Николаевского инженерного училищ, окончил офицерские классы технического гальванического заведения и Николаевскую инженерную академию. Начал службу подпоручиком в 1-м (впоследствии 8-м) сапёрном батальоне; в 1874 г. был переведен в Лейб-гвардии сапёрный батальон и с ним участвовал в русско-турецкой кампании 1877—1878 гг., находясь сначала в составе Плевненского отряда, а затем в западном отряде генерал-адъютанта Гурко.
После войны в 1889 г. был назначен начальником штаба 4-й сапёрной бригады, в 1892 г. — командиром 13-го сапёрного батальона и в 1899 г. — начальником 4-й сапёрной бригады; в 1907 г. был произведён в генерал-лейтенанты и вышел в отставку.
Военно-литературная деятельность Малыхина началась в 80-х гг. XIX столетия, касаясь, главным образом, сапёрного дела и вопросов воспитания и обучения войск. Малыхин состоял сотрудником «Инженерного журнала», «Русского инвалида», «Офицерской жизни», «Военной энциклопедии» Сытина и других, главным образом, военных изданий. Наиболее значительный труд Малыхина: «Воспомния бывшего гвардейского сапёра о войне 1877—1878 гг.» («Инженерный журнал», 1891).